# Stade de France (stacja metra)
Stade de France – budowana stacja piętnastej linii paryskiego metra znajdująca się w gminie Saint-Denis. Przystanek swoją nazwę zaczerpnął od Stadionu Francji położonego w odległości ok. 500 m od stacji. Otwarcie planowane jest na 2030 rok w ramach realizacji odcinka wschodniego linii bordowej (od stacji Saint-Denis Pleyel do Champigny Centre). Przystanek utworzy węzeł przesiadkowy wraz z dworcem La Plaine – Stade de France i umożliwi bezpośrednią przesiadkę na linię B kolei aglomeracyjnej RER. Zakładany potok pasażerski to 55 000 osób dziennie.
Projekt wykonany przez pracownię Bordas + Peiro został wyłoniony w przeprowadzonym w 2016 roku konkursie. Wedle autorów architektura stacji będzie monumentalna, lecz neutralna. Pawilon wejściowy o plisowanej fasadzie i zielonym dachu, przylegający do południowej strony dworca La Plaine w stylu high-tech, zostanie wykończony betonem architektonicznym i szkłem. Struktury podziemne zaprojektowano tak, aby docierała do nich maksymalna ilość światła słonecznego. Dwa perony boczne będą położone na głębokości –20 m.